# Harzweg 30 (Quedlinburg)

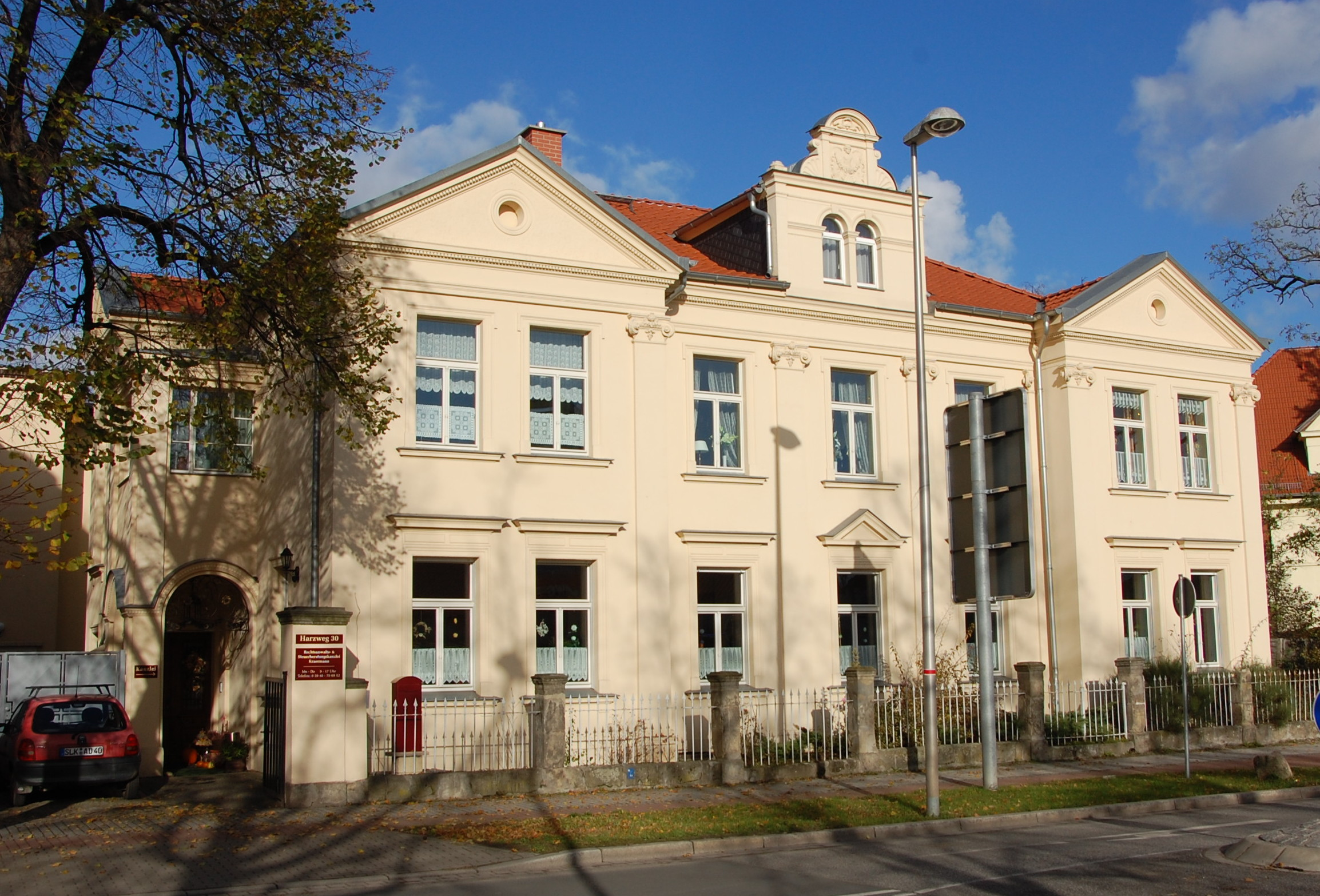
Harzweg 30

Das Haus Harzweg 30 ist ein denkmalgeschütztes Gebäude in Quedlinburg in Sachsen-Anhalt.

## Lage
Das im Quedlinburger Denkmalverzeichnis als Villa eingetragene Haus befindet sich südlich der Quedlinburger Altstadt, auf der nördlichen Seite des Harzwegs.

## Architektur und Geschichte
Die zweigeschossige Villa stammt aus der Gründerzeit. Die Fassade des repräsentativen Baus weist Formen der Renaissance, des Barock und des Klassizismus auf, der Grundriss ist aufwendig gestaltet. Im Jahr 1900 erfolgte durch Maurermeister Emil Timpe der Umbau des Hauses in seine heutige Form.
Es besteht eine schmiedeeiserne Grundstückseinfriedung. Der Garten des Anwesens verfügt über einen alten Pflanzenbestand.